# Martin Henlan
Martin Henlan, né le 25 mai 1966 en Angleterre, est un ancien joueur de basket-ball professionnel anglais. Il mesure 2,09 m.

## Université
- 1987 - 1989 :  University of Virginia Commonwealth (NCAA 1 )

## Clubs
- 1989 - 1990 :
- 1990 - 1991 :  Kingston London (BBL)
- 1991 - 1992 :
- 1992 - 1994 :  Guildford Kings (BBL)
- 1994 - 1997 :  London Towers (BBL)
- 1997 - 1998 :  Iraklion Kreta (ESAKE)
- 1998 - 2001 :  London Towers (BBL)
- 2001 - 2002 :  London Léopards (BBL)
- 2002 - 2003 :  Birmingham Bullets (BBL)
- 2003 - 2004 :  Chalon-sur-Saône (Pro A)

## Équipe nationale
Ex international anglais

## Palmarès
1991 English Player of the Year

## Après Carrière
Il travaille actuellement pour un réseau de télévision britannique ( UKTV ) ou il s'occupe de développer et fournir une stratégie pour le sport sur le réseau.